# Proton-protonkedjan
Proton-protonkedjan är en av flera fusionsreaktioner genom vilka stjärnor omvandlar väte till helium, det främsta alternativet är CNO-cykeln. Proton-protonkedjan dominerar i stjärnor av solens storlek eller mindre.
För att övervinna den elektrostatiska repulsionen mellan två vätekärnor krävs en stor mängd energi och denna reaktion tar i genomsnitt 109 år för den att slutföras vid temperaturen i solens kärna. På grund av den långsamma reaktionen skiner fortfarande solen; hade den varit snabb skulle solen ha förbrukat sitt väte för länge sedan.
Generellt sett kan proton-protonfusion endast ske om temperaturen (den kinetiska energin) hos protonerna är hög nog för att övervinna deras ömsesidiga krafter skapade av Coulombs lag. Teorin att proton-protonreaktioner var grundprincipen bakom solens och andra stjärnors förbränning togs fram av Arthur Eddington på 1920-talet. Vid den tiden ansågs dock temperaturen hos solen vara för låg för att övervinna Coulombbarriären. Utvecklingen av kvantmekaniken öppnade emellertid snart för teorin, då det upptäcktes att tunneleffekten kunde tillåta fusion vid lägre temperaturer än vad som förutspåtts av den klassiska fysiken.

## Proton-protonreaktionen

Proton-protonkedjan dominerar i stjärnor av solens storlek eller mindre.

Första steget innebär fusion av två vätekärnor 1H (protoner) till deuterium, vilket frigör en positron och en neutrino eftersom en proton blir en neutron.
1H + 1H → 2D + e+ + ve + 0,42 MeV
Detta första steg är extremt långsamt, både eftersom protonerna måste tunnla genom Coulombbarriären och eftersom det beror på svag växelverkan.
Positronen annihileras omedelbart med en elektron och deras massenergi förs iväg av två gammafotoner.
e- + e+ → 2 γ + 1,02 MeV
Efter detta kan deuteriumet som skapades i första steget fusionera med en till vätekärna och bilda en lätt isotop av helium, 3He.
2D + 1H → 3He + γ + 5,49 MeV
Från denna punkt finns det tre möjliga vägar att bilda heliumisotopen 4He. Genom pp1-grenen skapas 4He från fusionen av två av de 3He-kärnor som bildats; pp2 och pp3-grenarna fusionerar en 3He med en redan existerande 4He och bildar 7Be. Det finns även en extremt ovanlig pp4-gren.

### pp I-grenen
3He + 3He → 4He + 2 1H + 12,86 MeV
Den fullständiga pp I-kedjan frigör en nettoenergi på 26,7 MeV. Denna kedja dominerar vid temperaturer mellan 10 och 14 megakelvin (MK).

### pp II-grenen
3He + 4He → 7Be + γ

7Be + e- → 7Li + ve + 0,861 MeV / 0,383 MeV

7Li + 1H → 2 4He
Denna kedja dominerar vid temperaturer mellan 14 och 23 MK. 90% av alla neutriner som skapas i det andra steget bär en energi på 0,861 MeV, medan resterande 10 % bär på 0,383 MeV (beroende på om litium-7 är i dess grundtillstånd eller i exciterat tillstånd).

### pp III-grenen
3He + 4He → 7Be + γ

7Be + 1H → 8B + γ

8B → 8Be + e+ + ve + γ

8Be → 2 4He
Denna tredje gren dominerar om temperaturen överstiger 23 MK. I solen står den enbart för 0,11%, men var viktig i solneutrinoproblemet eftersom den genererar väldigt högenergetiska neutriner (upp till 14,06 MeV).

### pp IV-grenen
Den fjärde reaktionen är förutspådd men har aldrig observerats på grund av dess ovanlighet (ungefär 0,3 ppm i solen). I den här reaktionen reagerar 3He direkt med en proton för att ge 4He, med en än högre möjlig neutrinoenergi (upp till 18,8 MeV).
3He + 1H → 4He + e+ + ve + 18,8 MeV

### Frigjord energi
Om man jämför massan hos den slutgiltiga 4He-atomen med massan hos de fyra protonerna avslöjas att 0,7% av den ursprungliga massan har förlorats. Denna massan har omvandlats till energi i form av gammastrålar och neutriner som frigörs under ingående reaktionerna. Den totala energin i hela kedjan är 26,73 MeV.
Endast energi som frigörs som gammastrålar kommer samverka med elektroner och protoner och därmed värma upp solen. Denna uppvärmning stödjer massan i solen och förhindrar en gravitationell kollaps. Neutriner samverkar inte nämnvärt med materia och hjälper inte till att motverka en gravitationell kollaps. Neutrinerna i ppI, ppII och ppIII-kedjorna för bort 2,0 %, 4,0 % respektive 28,3 % av energin.

## Pep-reaktionen
Deuterium kan också bildas av den ovanliga pep-reaktionen (proton-elektron-proton).
1H + e- + 1H → 2D + ve
I solen sker pp-reaktionen ungefär 400 gånger oftare än pep-reaktionen. Men neutrinerna som skapas av pep-reaktionen är mer energirika. Medan de som skapas i första steget av pp-reaktionen har en energi upp till 0,42 MeV ger pep-reaktionen en skarp energilinje vid 1,44 MeV.
Pep- och pp-reaktionerna kan ses som två olika Feynmanrepresentationer av samma grundläggande reaktion, där elektronen passerar till den högra sidan om reaktionen som en antielektron.